# Circonscription de Blaxland
La circonscription de Blaxland est une circonscription électorale australienne en Nouvelle-Galles du Sud. Elle est située dans la banlieue ouest de Sydney. Elle comprend les quartiers de Bankstown, Punchbowl, Villawood et Yagoona.
Elle a été créée en 1949 et porte le nom de Gregory Blaxland, un des premiers explorateurs de la région des Montagnes Bleues.
Le siège a toujours été occupé par le Parti travailliste. Son député le plus célèbre a été Paul Keating, Premier ministre d'Australie de 1991 à 1996.

## Députés
| Nom            | Parti        | Période de mandat |
| -------------- | ------------ | ----------------- |
| James Harrison | Travailliste | 1949–1969         |
| Paul Keating   | Travailliste | 1969–1996         |
| Michael Hatton | Travailliste | 1996–2007         |
| Jason Clare    | Travailliste | depuis 2007       |